# Romi Kumi Corona
Romi Kumi Corona est une corona, formation géologique en forme de couronne, située sur la planète Vénus par -81,2° S et 180° E. Elle est localisée dans le quadrangle d'Hurston. Elle a été nommée en référence à Romi Kumi, grande déesse mère pour le peuple Tukano (Colombie) .

## Géographie et géologie
Romi Kumi Corona couvre une surface circulaire d'environ 150 km de diamètre. 